# Лидо дел Соле (Фођа)
Лидо дел Соле (итал. Lido del Sole) је насеље у Италији у округу Фођа, региону Апулија.
Према процени из 2011. у насељу је живело 28 становника. Насеље се налази на надморској висини од 5 м.